# 林肯紀念體育場
林肯紀念體育場（Lincoln Memorial Stadium）是位於內布拉斯加林肯內布拉斯加大學林肯分校內的美式足球體育場。
該體育場主要用作內布拉斯加玉米农足球隊以及其他各種大學和州立活動的主場館。